# Darling Lili

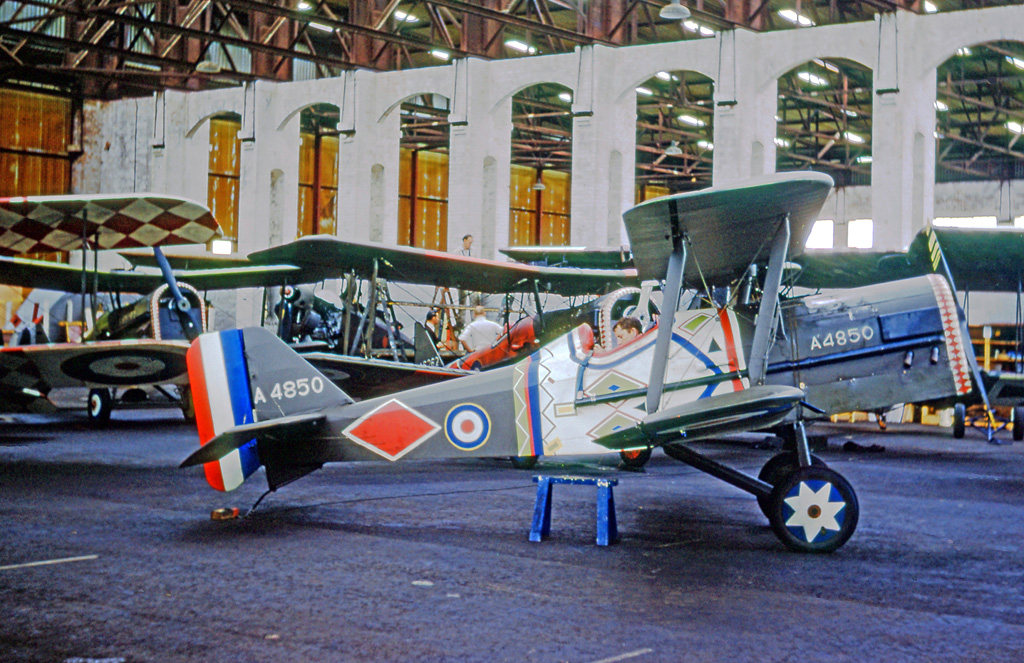
Replica la scară a avionului Slingsby T.56 SE.5A folosit la filmări în Irlanda (1967)

Darling Lili (titlul original: în engleză Darling Lili) este un film de spionaj și de dragoste american, a cărui acțiune se petrece în timpul Primului Război Mondial,
realizat în 1970 de regizorul Blake Edwards. Rolul principal ete interpretat de soția regizorului, Julie Andrews alături de Rock Hudson.
La fel ca la filmele Hoinarii primejdioși și Tratamentul doctorului Carey, a fost editat foarte mult de studio fără știrea lui Edwards. Edwards a satirizat mai târziu lupta sa cu studioul în comedia S.O.B. (din 1981).

## Conținut
Acțiunea filmul plasată în timpul Primului Război Mondial, se centrează pe Lili Smith, o adorată vedetă muzicală engleză, care este de fapt o spioană germană. Unchiul ei elvețian, care mereu o însoțește, este de fapt colonelul Kurt Von Ruger, un coleg spion și omul ei de legătură cu serviciul de spionaj al armatei germane.
În scopul de a obține informații valoroase, Lili este instruită să-și folosească șarmul feminin asupra maiorului William Larrabee, un pilot american de elită, care zboară la Royal Flying Corps-ul britanic. Dar, Lili se îndrăgostește de Larrabee, compromițând munca ei de spionaj și împingând-o pe un tărâm din ce în ce mai periculos...

## Distribuție
- Julie Andrews – Lili Smith/Schmidt
- Rock Hudson – maiorul William Larrabee
- Jeremy Kemp – colonelul Kurt von Ruger
- Gloria Paul – Crepe Suzette
- Lance Percival – locotenentul Carstairs / TC
- Michael Witney – Youngblood Carson
- Jacques Marin – Duvalle
- André Maranne – locotenentul Liggett
- Bernard Kay – Bedford
- Doreen Keogh – Emma
- Carl Duering – generalul Kessler
- Vernon Dobtcheff – Otto Kraus
- Laurie Main – französischer General
- Louis Mercier – generalul francez
- Arthur Gould-Porter – sergentul Wells
- Ingo Mogendorf – Manfred von Richthofen
- Niall MacGinnis – Feldmarschall Paul von Hindenburg
- Jean-Pierre Zola – ofițerul german

## Melodii din film
Coloana originală pentru film a fost compusă de Henry Mancini. Împreună cu Johnny Mercer au scris melodia de titlu, precum și „Whistling Away the Dark” și „Your Good-Will Ambassador”. În film au fost interpretate melodii din epocă, inclusiv „It's a Long Way to Tipperary”, „Pack Up Your Troubles in Your Old Kit-Bag”, „Keep the Home Fires Burning și „Mademoiselle from Armentières”.

## Premii și nominalizări
- 1971 Filmul a avut trei nominalizări Oscar:
  - Cea mai bună coloană sonoră (Henry Mancini, Johnny Mercer)
  - Cea mai bună melodie originală Whistling Away the Dark (Henry Mancini, Johnny Mercer)
  - Cele mai bune costume (Jack Bear, Donald Brooks)

- 1971 De asemenea a fost acordat Globul de Aur lui Mancini și Mercer pentru Whistling Away the Dark.